# Salia leosalis
Salia leosalis là một loài bướm đêm trong họ Noctuidae.